# Babe Bhangra Paunde Ne
Babe Bhangra Paunde Ne es una película de comedia india punjabi dirigida por Amarjit Singh Saron. La película se estrenó inicialmente el 5 de octubre de 2022 en India y Canadá.
Esta película es la historia de tres amigos que intentaron adoptar a un anciano huérfano para usurpar el dinero de su seguro para enriquecerse con un atajo. Es una comedia entretenida verdaderamente familiar con un mensaje social. La película está protagonizada por Diljit Dosanjh, Sargun Mehta y Sohail Ahmed en papeles principales con Gurpreet Bhangu, Jassica Gill y Bhavkhandan Singh Rakhra en papeles secundarios.

## Trama
Jaggi y sus amigos tienen una misión: cómo vivir una vida rica y exitosa haciendo cualquier cosa. De repente, tuvieron la idea de adquirir un padre y obtener su seguro con la compañía de seguros, para poder reclamar legalmente toneladas de dólares después de la muerte del anciano.

## Elenco
- Diljit Dosanjh como Jaggi
- Sohail Ahmed como Iqbal
- Sargún Mehta
- Sangtar Singh como Bhullar
- kaul lakhan
- Gurpreet Bangu
- jasica branquia
- Balinder Johal
- Devinder Dillon
- Bhavkhandan Singh Rakhra

## Producción y lanzamiento
La película es una producción casera de Diljit Dosanjh donde lanzó su marca Thind Motion Films junto con Storytime Productions. Todo el rodaje de la película tuvo lugar en Vancouver, Canadá. 